# Brătulești (okręg Jassy)
Brătulești – wieś w Rumunii, w okręgu Jassy, w gminie Strunga. W 2011 roku liczyła 431 mieszkańców.